# Feng Shanshan
Feng Shanshan (冯珊珊S, Féng ShānshānP; Canton, 5 agosto 1989) è un'ex golfista cinese, attiva principalmente nel LPGA Tour.

## Biografia
Feng è nata a Guangzhou, nella provincia del Guangdong, e ha iniziato a giocare a golf all'età di 10 anni su sollecitazione di suo padre, Feng Xiong, che lavorava presso l'associazione di golf nella loro città natale.

## Carriera
È stata la prima golfista cinese a divenire membro del LPGA Tour, competizione alla quale si è unita nel 2008 e dove vanta quattro vittorie, incluso un trionfo al LPGA Championship 2012, un titolo major, il che l'ha resa la prima cinese, uomo o donna, a vincere un titolo major.
Dal 17 al 20 agosto ha preso parte al torneo di golf femminile dei Giochi olimpici di Rio de Janeiro 2016, disputatosi presso il campo da golf della Reserva de Marapendi, nella zona Barra da Tijuca, aggiudicandosi la medaglia di bronzo.

## Vittorie professionali (23)

### LPGA Tour vittorie (10)
| Legenda              |
| Campionati Major (1) |
| Altri LPGA Tour (9)  |

| No. | Data             | Torneo                        | Punteggio di vittoria | Par | Margine | Seconda/e                                             | Montepremi del vincitore ($) |
| --- | ---------------- | ----------------------------- | --------------------- | --- | ------- | ----------------------------------------------------- | ---------------------------- |
| 1   | 10 giugno 2012   | Wegmans LPGA Championship     | 72-73-70-67=282       | −6  | 2 colpi | Eun-Hee Ji Stacy Lewis Mika Miyazato Suzann Pettersen | 375,000                      |
| 2   | 6 ottobre 2013   | Reignwood LPGA Classic        | 70-64-64-68=266       | −26 | 1 colpo | Stacy Lewis                                           | 270,000                      |
| 3   | 24 novembre 2013 | CME Group Titleholders        | 66-74-67-66=273       | −15 | 1 colpo | Gerina Piller                                         | 700,000                      |
| 4   | 12 ottobre 2014  | Sime Darby LPGA Malaysia      | 67-67-69-63=266       | −18 | 3 colpo | Pornanong Phatlum                                     | 300,000                      |
| 5   | 30 ottobre 2016  | Sime Darby LPGA Malaysia (2)  | 66-70-64-67=267       | −17 | 3 colpi | Suzann Pettersen                                      | 270,000                      |
| 6   | 6 novembre 2016  | Toto Japan Classic^           | 69-64-70=203          | −13 | 1 colpo | Jang Ha-na                                            | 225,000                      |
| 7   | 28 maggio 2017   | LPGA Volvik Championship      | 68-67-66-68=269       | −19 | 1 colpo | Minjee Lee Park Sung-hyun                             | 195,000                      |
| 8   | 5 novembre 2017  | Toto Japan Classic^ (2)       | 66-63-68=197          | −19 | 2 colpo | Ai Suzuki                                             | 225,000                      |
| 9   | 11 novembre 2017 | Blue Bay LPGA                 | 69-67-73-70=279       | −9  | 1 colpo | Moriya Jutanugarn                                     | 315,000                      |
| 10  | 7 luglio 2019    | Thornberry Creek LPGA Classic | 64-67-65-63=259       | −29 | 1 colpo | Ariya Jutanugarn                                      | 300,000                      |

^ Co-sanzionato dal LPGA of Japan Tour
LPGA Tour playoff record (0–3)
| No. | Anno | Torneo                    | Sfidante/i                              | Risultato |
| --- | ---- | ------------------------- | --------------------------------------- | --- |
| 1   | 2011 | Mizuno Classic            | Momoko Ueda                             | Perso col tiro birdie alla terza buca extra                                                                                         |
| 2   | 2012 | HSBC Women's Champions    | Na Yeon Choi Jenny Shin Angela Stanford | Stanford ha vinto con il par alla terza buca in più Choi eliminata dal par alla seconda buca Feng eliminata dal par alla prima buca |
| 3   | 2014 | Lorena Ochoa Invitational | Christina Kim                           | Perso dal par alla seconda buca in più                                                                                              |

### LPGA of Japan Tour vittorie (7)
| No. | Data              | Torneo                               | Punteggio di vittoria | Par | Margine | Seconda/e                     | Montepremi del vincitore (¥) |
| --- | ----------------- | ------------------------------------ | --------------------- | --- | ------- | ----------------------------- | ---------------------------- |
| 1   | 7 agosto 2011     | Meiji Cup                            | 68-67-67=202          | −13 | 2 colpi | Eun-Bi Jang Miho Koga         | 16,200,000                   |
| 2   | 25 settembre 2011 | Miyagi TV Cup Dunlop Ladies Open     | 70-70-68=208          | −8  | 1 colpo | Yuri Fudoh                    | 12,600,000                   |
| 3   | 27 maggio 2012    | Yonex Ladies                         | 70-69-69=208          | −8  | Playoff | Yukari Baba                   | 10,800,000                   |
| 4   | 5 agosto 2012     | Meiji Cup                            | 72-70-67=209          | −7  | Playoff | Sun-Ju Ahn Shinobu Moromizato | 16,200,000                   |
| 5   | 30 settembre 2012 | Japan Women's Open Golf Championship | 68-75-74-71=288       | E   | 1 colpo | Inbee Park                    | 28,000,000                   |
| 6   | 6 novembre 2016   | Toto Japan Classic^                  | 69-64-70=203          | −13 | 1 colpo | Jang Ha-na                    | 23,175,000                   |
| 7   | 5 novembre 2017   | Toto Japan Classic^ (2)              | 66-63-68=197          | −19 | 2 colpi | Ai Suzuki                     | 25,510,500                   |

^ Co-sanzionato dal LPGA Tour

### Ladies European Tour vittorie (7)
| No. | Data             | Torneo                                       | Punteggio di vittoria | Par | Margine  | Seconda               | Montepremi del vincitore (€) |
| --- | ---------------- | -------------------------------------------- | --------------------- | --- | -------- | --------------------- | ---------------------------- |
| 1   | 2 marzo 2012     | World Ladies Championship evento individuale | 66-69-71=206          | −10 | 1 colpo  | Pornanong Phatlum     | 56,275                       |
| 2   | 8 dicembre 2012  | Omega Dubai Ladies Masters                   | 66-65-67-69=267       | −21 | 5 colpi  | Dewi Claire Schreefel | 75,000                       |
| 3   | 13 dicembre 2014 | Omega Dubai Ladies Masters (2)               | 66-67-66-70=269       | −19 | 5 colpi  | Carlota Ciganda       | 75,000                       |
| 4   | 10 maggio 2015   | Buick Championship                           | 65-67-69-70=271       | −17 | 6 colpi  | Kang Hyeon-seo        | 82,500                       |
| 5   | 12 dicembre 2015 | Omega Dubai Ladies Masters (3)               | 67-67-67-66=267       | −21 | 12 colpi | Thidapa Suwannapura   | 75,000                       |
| 6   | 15 maggio 2016   | Buick Championship (2)                       | 71-66-70-67=274       | −14 | Playoff  | Choi Na-yeon          | 72,324                       |
| 7   | 10 dicembre 2016 | Omega Dubai Ladies Masters (4)               | 72-70-64=206          | −10 | 2 colpi  | Charley Hull          | 75,000                       |

Ladies European Tour playoff record (1–0)
| No. | Anno | Torneo             | Sfidante     | Risultato                                   |
| --- | ---- | ------------------ | ------------ | ------------------------------------------- |
| 1   | 2016 | Buick Championship | Choi Na-yeon | Vinto col tiro birdie alla prima buca extra |

### Altre vittorie (1)
- 2012 World Ladies Championship (evento di squadra con Liying Ye)

## Tornei Major

### Vittorie (1)
| Anno | Campionato        | Punteggio di vittoria | Margine   | Secondo                                                  |
| ---- | ----------------- | --------------------- | --------- | -------------------------------------------------------- |
| 2012 | LPGA Championship | −6 (72-73-70-67=282)  | 2 strokes | Eun-Hee Ji, Stacy Lewis, Mika Miyazato, Suzann Pettersen |

## Olimpiadi medaglie (1)

### Singolo: 1 (1 medaglia di bronzo)
| No. | Data           | Torneo        | Punteggio di vittoria | To par | Medaglia d'oro | Medaglia d'argento |
| --- | -------------- | ------------- | --------------------- | ------ | -------------- | ------------------ |
| 1   | 20 agosto 2016 | Olimpiade Rio | 70-67-68-69=273       | −10    | Inbee Park     | Lydia Ko           |